# Redigobius amblyrhynchus
Redigobius amblyrhynchus és una espècie de peix de la família dels gòbids i de l'ordre dels perciformes.

## Morfologia
- Els mascles poden assolir 4,5 cm de longitud total.[4][5]

## Hàbitat
És un peix de clima tropical i bentopelàgic.

## Distribució geogràfica
Es troba a Java (Indonèsia).

## Observacions
És inofensiu per als humans.